# الایی
الایی (به لاتین: Alayi) یک منطقهٔ مسکونی در نیجریه است که در اراضی ابیا واقع شده‌است.